# 立窝尼亚骑士团

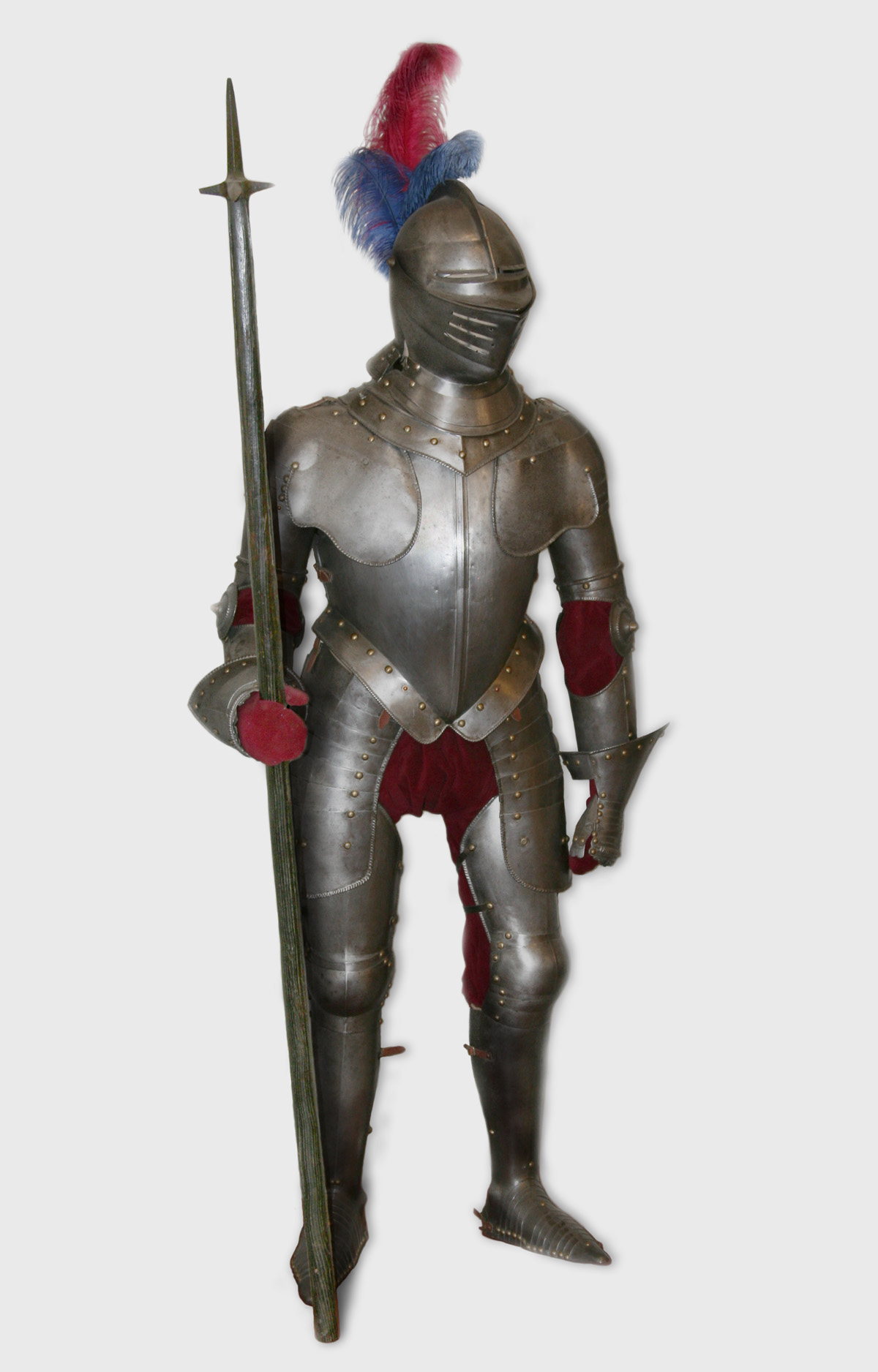
立窝尼亚骑士团全身装备

立窝尼亚骑士团（Livländischer Orden）是条顿骑士团旗下自治的立窝尼亚分支，在1435年到1561年间是立窝尼亚联邦的成员。在1236年苏勒战役被萨莫吉希亚人击败后，宝剑骑士团余部并入条顿骑士团，在1237年改称立窝尼亚骑士团。
1237年至1290年间，立窝尼亚骑士团征服全库尔兰、立窝尼亚和瑟米加利亚，但是骑士团入侵邻国诺夫哥罗德共和国的尝试并不成功，其军队最终在拉克韦雷战役（1268年）被击败。1346年，骑士团从丹麦国王瓦尔德玛四世买下爱沙尼亚公国。在骑士团领地内的生活在巴尔萨泽·鲁索夫编年史中得到描述。
1410年格伦瓦德之战后，条顿骑士团开始走下坡路，1525年骑士团团长阿尔布雷希特将其普鲁士领地世俗化，但立窝尼亚骑士团试图保持独立地位。
立窝尼亚骑士团在1435年9月1日的帕巴伊斯卡斯战役战败，这次战败使得团长和几位高级骑士将骑士团与其在立窝尼亚的邻居拉到一起。1435年9月4日，里加大主教、库尔兰、多尔帕特、厄塞尔-维克和雷瓦尔的主教、立窝尼亚骑士团和其属地的代表、里加、列瓦尔和多尔帕特市议会的代表在沃尔克签署立窝尼亚联邦协议（eiine fruntliche eyntracht）。
但是，在立窝尼亚战争中，骑士团在1560年被莫斯科大公国军队决定性地击败了。立窝尼亚骑士团随后向波兰国王兼立陶宛大公齐格蒙特二世·奥古斯特寻求帮助，此人也曾在1557年干涉里加大主教勃兰登堡的威廉与骑士团的战争。
在与齐格蒙特二世·奥古斯特和他的代表们（尤其是“黝黑的”米科瓦伊·拉齐维乌）签定条约后，最后一任立窝尼亚团长戈特哈德·克特勒将骑士团世俗化，皈依信义宗。在骑士团南部的土地上，他为他的家人成立了库尔兰和瑟米利亚公国。其余的土地大部分被划给了立陶宛大公国，爱沙尼亚的北部被丹麦和瑞典夺取。
在14世纪到16世纪，在汉萨同盟使用的中古低地德语是得到确立的官方语言，但在16世纪和17世纪起高地德语取代中古低地德语成为官方语言。

## 立窝尼亚骑士团团长
立窝尼亚骑士团团长和条顿骑士团大团长一样，是由他的骑士同伴选出，任期终身。大团长掌握最高权力，其建议也会被认为是跟命令一样。条顿骑士团大团长并不限制当地的权力，他很少去立窝尼亚，也很少派使节管理。
1. 赫尔曼·巴尔克 1237年–1238年
2. 迪特里希·冯·格吕宁根 1238年–1242年
3. 迪特里希·冯·格吕宁根 1244年–1246年
4. 安德烈亚斯·冯·斯提尔兰 1248年–1253年
5. 安诺·冯·桑格尔绍森 1253年–1256年
6. 布尔哈尔德·冯·霍尔恩豪森 1256年–1260年
7. 沃纳·冯·布列陶森 1261年–1263年
8. 康拉德·冯·曼德尔恩 1263年–1266年
9. 奥托·冯·卢特尔伯格 1266年–1270年
10. 瓦尔特·冯·诺尔特肯 1270年–1273年
11. 厄恩斯特·冯·拉斯伯格 1273年-1279年
12. 康拉德·冯·福伊希特万根 1279年–1281年
13. 维尔肯·冯·恩多尔普 1281年–1287年
14. 康拉德·冯·赫尔佐根斯泰因 1288年–1290年
15. 哈尔特·冯·霍黑姆巴赫–1293年
16. 海因里希·冯·丁克拉格 1295年–1296年
17. 布鲁诺 1296年–1298年
18. 戈特弗里德·冯·罗加 1298年–1307年
19. 康拉德·冯·约克 1309年–1322年
20. 约翰尼斯·翁格纳德 1322年–1324年
21. 雷马尔·哈内 1324年–1328年
22. 埃弗哈德·冯·蒙海姆 1328年–1340年
23. 布尔哈尔德·冯·德赖莱本 1340年–1345年
24. 戈斯温·冯·黑尔克 1345年–59年
25. 阿诺德·冯·菲廷霍夫 1359年–1364年
26. 威廉·冯·弗雷梅尔斯海姆 1364年–1385年
27. 罗宾·冯·埃尔茨 1385年–1389年
28. 文内马尔·哈森卡姆普·冯·布吕格奈埃 1389年–1401年
29. 康拉德·冯·菲廷霍夫 1401年–1413年
30. 迪德里克·托尔克 1413年–1415年
31. 齐格弗里德·兰德尔·冯·斯潘海姆 1415年–1424年
32. 齐赛·冯·鲁滕伯格 1424年–1433年
33. 弗兰科·克尔斯科尔夫 1433年–1435年
34. 海因里希·冯·博肯弗尔德 1435年–1437年
35. 海因里希·芬克·冯·欧费尔伯尔根 1438年–1450年
36. 约翰·奥斯托夫·冯·门德格 1450年–1469年
37. 约翰·沃尔图斯·冯·黑尔塞 1470年–1471年
38. 贝尔恩德·冯·德·博尔赫 1471年–1483年
39. 约翰·弗里达赫·冯·洛林格霍费 1483年–1494年
40. 沃尔特·冯·普莱滕伯格 1494年–1535年
41. 赫尔曼·哈森卡姆普·冯·布吕格奈埃 1535年–1549年
42. 约翰·冯·德·雷克 1549年–1551年
43. 海因里希·冯·加伦 1551年–1557年
44. 约翰·威廉·冯·菲尔斯滕伯格 1557年–1559年
45. 戈特哈德·克特勒 1559年–1561年